# Дебел четвъртък
Дебел четвъртък (на немски: Fetter Donnerstag, Schmutziger Donnerstag или Weiberfastnacht – в региони, където се празнува с карнавал; на полски: tłusty czwartek; на гръцки: Τσικνοπέμπτη; на италиански: Giovedì grasso, на моравскиː Tučný, Tłustý čtvrtek, на словенскиː Debelnica, Debeli, Tolsti četrtek, на унгарскиː torkos csütörtök, на немски: Fetter Donnerstag, Schmotziger Donnerstag, на каталонскиː Dijous Gras), познат също и като Великденски заговезни, е традиционен християнски празник в някои европейски страни (предимно католически) и културно повлияни от тях региони, който се празнува в последния четвъртък преди Великия пост.
Традиционно това е ден, посветен на хранене, но е и време за социални и семейни събирания и обществени събития, често придружени от музика и празненства. Хората се събират в домовете или кафенетата с приятели и роднини и ядат големи количества сладкиши, торти и други ястия, които обикновено не се ядат по време на постите.
Започва в последната седмица от карнавала (където го има). Понеже датата на Дебелия четвъртък зависи от датата на Великден, този ден се смята за предпразничен. Следващият четвъртък е четвъртъкът след Пепеляна сряда (съответно – и след парада Марди Гра, в страните, в които се провежда, като американския щат Луизиана) и принадлежи към периода на Великия пост, през който християните трябва да постят.

## Дата
В таблицата по-долу се разглеждат датите на Дебелия четвъртък в близките години.
| година | дата        |
| ------ | ----------- |
| 2024   | 8 февруари  |
| 2025   | 27 февруари |
| 2026   | 12 февруари |

## По региони

### Южна Европа
Известен като Tsiknopempti в Гърция, Дебелият четвъртък е част от традиционните празненства на Απόκριες – сезонът на гръцкия карнавал. Празникът, който обикновено се превежда като Миризлив четвъртък, Овъглен четвъртък или Опушен четвъртък, се съсредоточава върху консумацията на големи количества печени на скара и печени меса.
Дебелият четвъртък (Giovedì grasso, Джоведи грасо) се празнува в Италия, но не е много по-различен от Дебелия вторник (Martedì grasso). Във Венеция в началото на ХХ век, например, той е белязан от маскаради, битка с цветя на площада, обща илюминация и откриване на лотарията. Жьоди Гра (на френски: Jeudi Gras) във Франция е време, когато се сервират палачинки, за да се използват запасите от масло или свинска мас и яйца, подобно на традицията на Дебелия вторник по отношение на палачинките в Англия.

В Испания този празник се нарича на испански jueves lardero или jueves de comadre и в каталоноговорещите области на каталонски: dijous gras, детски празник. В Албасете в испанската общност Кастилия-Ла Манча jueves lardero или Dia de la Mona се празнува с кръгла баница с варено яйце в средата, наречена на испански: mona. В Арагон ястието се приготвя със специална наденица от Graus, докато в Каталония традицията е да се ядат сладки Bunyols и Botifarra d'ou. 

### Средна Европа
В Словения Дебелият четвъртък се празнува със специфични кулинарни традиции. Хората често се наслаждават на специални храни, които са богати и силни. Често срещано лакомство е „krof“ – вид поничка, която обикновено се пълни със сладко, особено кайсиево, и се поръсва с пудра захар. Тя е основна част от празника. Освен нея се консумират и други мазни и богати храни, което отразява фокуса на традицията върху угаждането и насладата преди строгостта на Великия пост.

В Полша Дебелият четвъртък се нарича на полски: tłusty czwartek (което грубо се превежда като „мазен четвъртък“). Хората купуват любимите си сладкиши от местните пекарни. Традиционните храни включват pączki (понички), които са големи дълбоко пържени парчета тесто с мая, традиционно пълни с конфитюр от плодове или розови листенца (въпреки че често се използват и други) и покрити с пудра захар или глазура. Фаворки (на полски: faworki или на полски: chrusty) също често се консумират на този ден. Преди са се ядели понички пълнени с бекон, сланина и месо, към които се е пиела много водка. Поверието гласи, че ако човек не изяде дори и една поничка, по-късно в живота няма да му върви. На 15 февруари 2007 година фирмата Google за първи път в историята поставя в началната страница на полската си версия на търсачката лого, свързано с Дебелия четвъртък. Това е първото сменяне на логото на Google за полскоезичните потребители. 

### Северна Европа
В Германия, в сравнение с Rosenmontag почти няма паради, но хората носят костюми и празнуват в кръчмите и по улиците. Традицията отразява противоречията между мъжете и жените. В Кьолн от 1824 г. е известен т. нар. Weiberfastnacht. В четвъртък преди карнавала жените са облечени в мъжки дрехи и разменят ролите си с мъжете. Weiberfastnacht е неофициален празник в Рейнланд. На повечето работни места работата приключва преди обяд. Тържествата започват в 11:11 часа в Германия.
Beueler Weiberfastnacht (,Женският карнавал в Бойел“) традиционно се празнува в бонския квартал „Бойел“. Твърди се, че традицията е започнала тук през 1824 г., когато местните жени за първи път са сформирали свой собствен „карнавален комитет“. Символичният щурм на кметството на Бяйел се предава на живо по телевизията. В много градове в провинция Северен Рейн-Вестфалия ритуалното „превземане“ на кметствата от местни жени се превръща в традиция. Сред другите установени обичаи на този ден жените късат вратовръзките на мъжете, които се възприемат като символ на статуса на мъжете. Мъжете носят остатъците от вратовъзките си и получават целувчица като компенсация.

В нидерландското гранично село Groenstraat предшественик на Auwwieverbal (бал на старите жени) или Auw Wieverdaag (ден на старите жени) е известен още в началото на 19 век. Хората там по онова време се препитават с отглеждане на кози и от продажба на женска коса (например – за перуки). В четвъртък преди карнавала мъжете продават косите на своите френски купувачи, без жените да присъстват на разпродажбата. След продажбата отиват да прогуляят част от спечелените така пари по кръчмите. В това време се е предполагало, че жените покорно ще си стоят по домовете, но те започват да търсят мъжете си, бродейки инкогнито/криейки самоличността си, и да ги прибират вкъщи. Търсенето им по кръчмите се трансформира по-късно в Ouwewijvenbal. 

### Близък Изток
Сирийските католици празнуват деня като „Четвъртък на пияницата“ с долми (сърми, пълнени чушки и др.) като традиционна храна.